# موری لندینگ (کالیفرنیا)
موری لندینگ (به انگلیسی: Mowry Landing) یک منطقهٔ مسکونی در ایالات متحده آمریکا است که در شهرستان آلامدا، کالیفرنیا واقع شده‌است. موری لندینگ ۳ متر بالاتر از سطح دریا واقع شده‌است.